# Giardino del Parterre
Il giardino del Parterre è un giardino storico ubicato sul retro del Palazzo Reale di Aranjuez. È uno dei pochi esempi di giardino classico francese in Spagna. Da 1931 è bene di interesse culturale e da 2001 è patrimonio dell'Umanità come parte del paesaggio culturale di Aranjuez.

## Storia

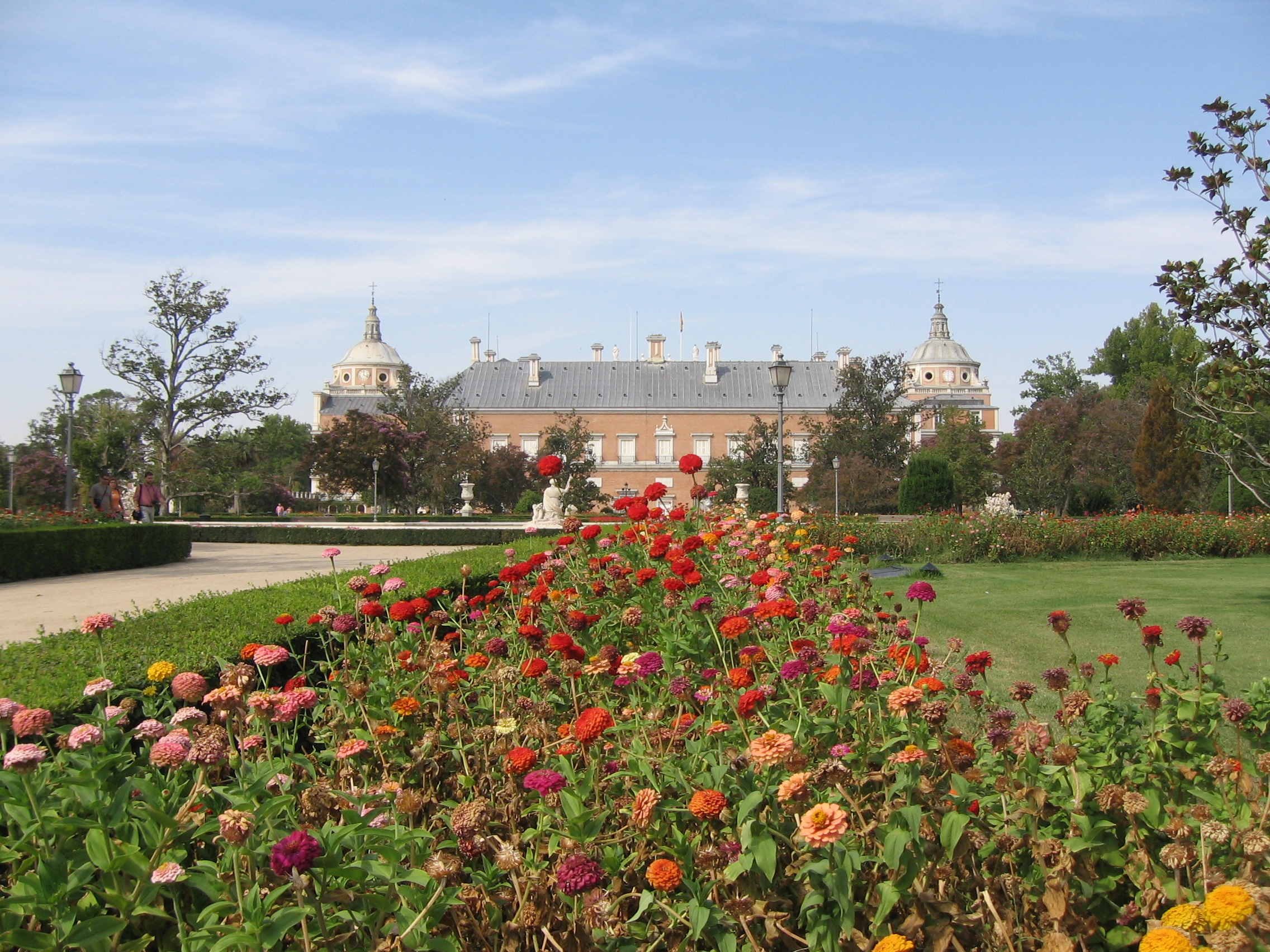
Veduta del palazzo

Si trova sul retro del palazzo e venne realizzato al tempo di Filippo V, tra il 1728 e il 1735, su progetto di Esteban Marchand, nella forma del modello di giardino alla francese con un disegno vicino ai progetti di Antoine Joseph Dezallier d'Argenville. Il progetto originale presentava un giardino accanto alla facciata del Palazzo, con un parterre diviso in due parti con vasche al centro. A seguire, una vasca centrale a pianta mistilinea, con tre fontane, e circondata da orti, oltre a due piccoli prati con un viale centrale, e la parte superiore corrispondeva a una vasca circolare con getto d'acqua centrale. La sistemazione della parte vegetale fu affidata a Esteban Boutelou.
All'inizio il giardino era recintato con un muro a sud e a est, ma nel 1751 Giacomo Bonavia lo sostituì per una balaustra di ferro battuto con pilastri di pietra di Colmenar, che tra 1760 e 1763, su progetto di Jacques Marquet, venne eliminata e sostituita da un fossato perimetrale con acqua. Nel corso dei secoli subì diverse modifiche che sono rimaste fino alla situazione attuale. Così, nel 1850 vennero cambiati i disegni barocchi con uno isabellino, opera di Francisco Viet e Bayez, e nel 1871-1872 vennero realizzati sentieri sinuosi per formare delle isolette.

## Descrizione

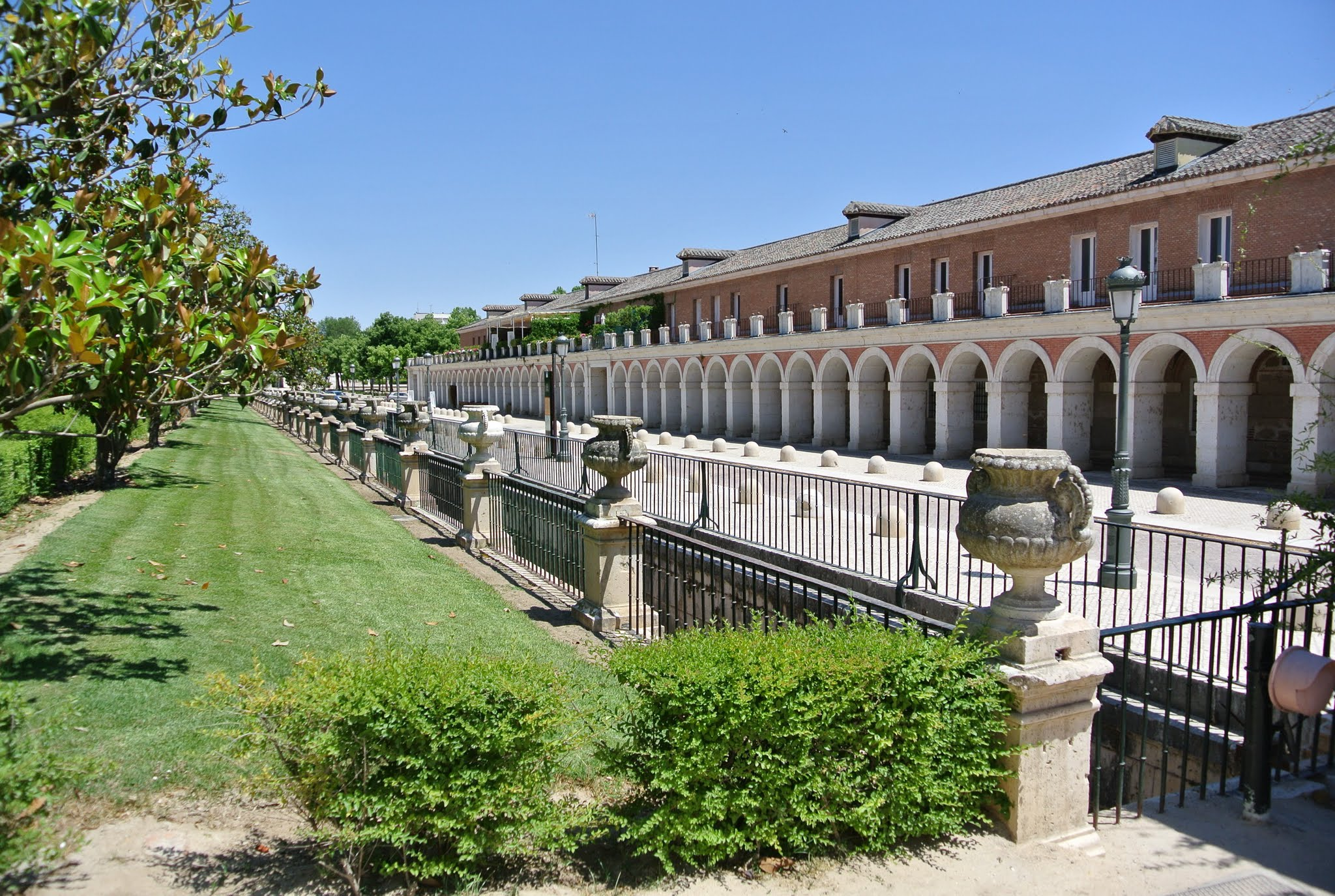
Recinto sud del giardino, con la Casa dei Cavalieri e Mestieri

Il giardino ha la forma di un trapezio allungato, con base sulla facciata orientale del palazzo. È composto da tre grandi gruppi, organizzati intorno a quattro fontane e separati da sentieri sinuosi, seguendo un asse centrale. Il primo gruppo si trova accanto al Palazzo e presenta due fontane delle Nereidi, situate simmetricamente al centro del prato bordate da siepi di bosso, e tra queste si trovano due rotonde. Una è costituita da un prato ovale bordato da una siepe e con una corona al centro, e l'altra è circolare, con una rosa dei venti realizzata con una siepe di bosso. Il secondo gruppo organizzato intorno allo stagno della fontana di Cerere, è posto trasversalmente all'asse principale del giardino e incorniciato da un'aiuola e da una siepe di bosso. All'interno dello stagno sono presenti tre gruppi scultorei. Nel terzo gruppo, dentro il semicerchio che chiude il giardino a est, si trova la fontana circolare di Ercole e Anteo e zone di prato.

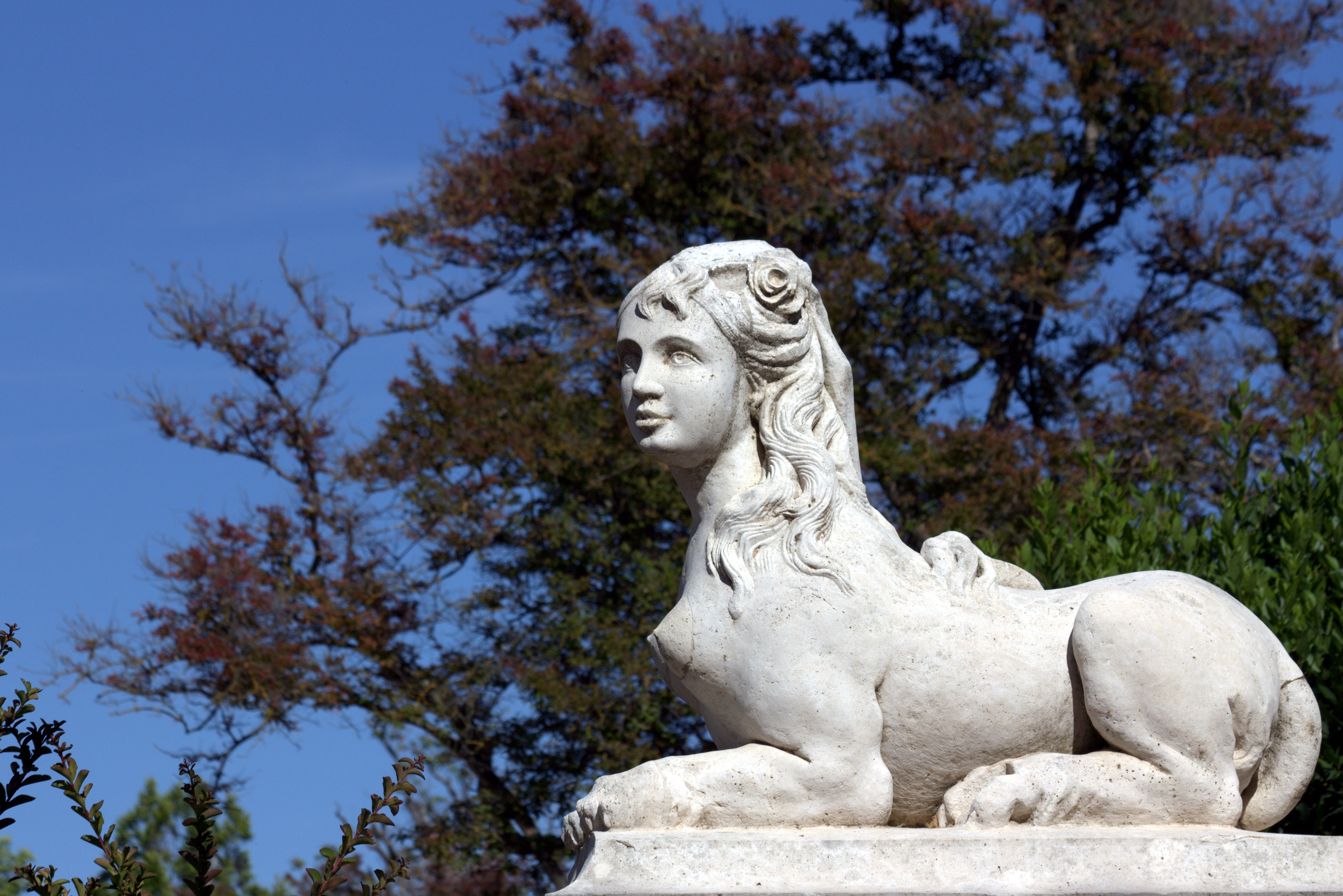
Una delle sfingi

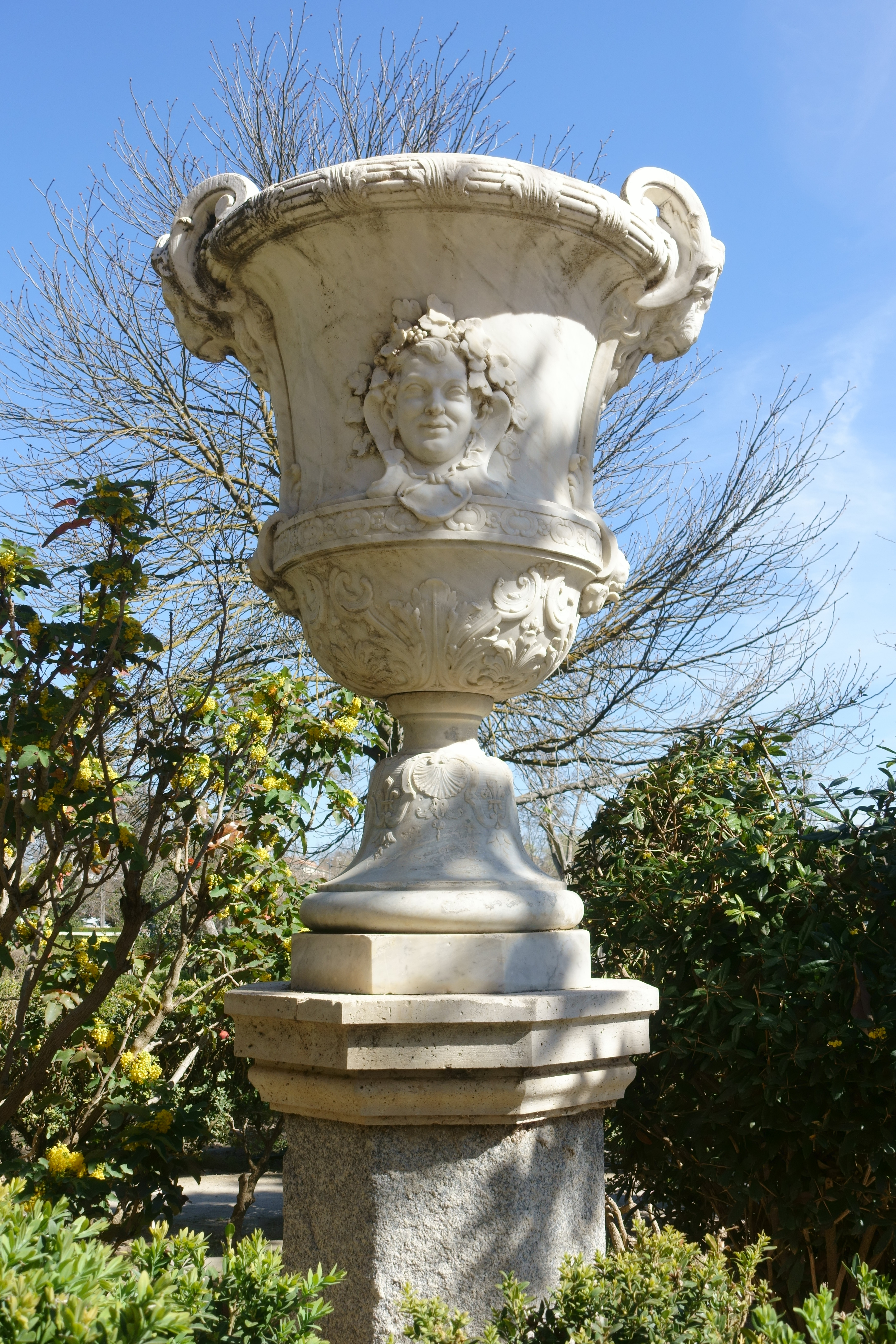
Un vaso di Thierry

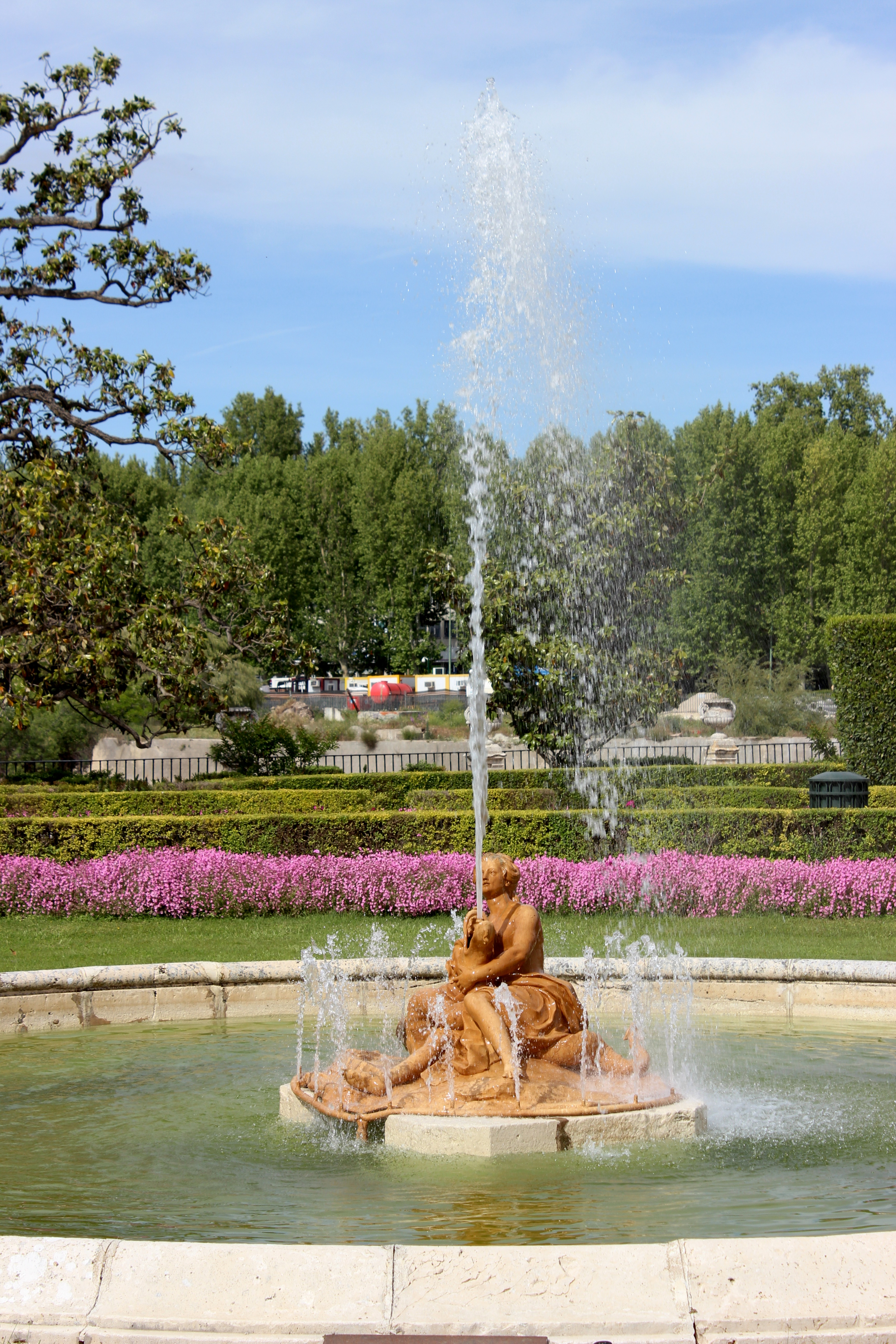
Una delle Nereidi

Tra i tre gruppi si trovano aree triangolari di prato, con lati curvilinei per adattarsi alle forme ondulate dei sentieri e delle fontane. All'interno di esse si trovano cespugli e alberi ornamentali e sono bordate con siepi di bosso. Tutto il giardino è delimitato da alberi, principalmente di magnolie. Per quanto riguarda il recinto, dopo la sostituzione del muro con una balaustra in ferro con piedistalli in pietra, realizzata nel 1751 da Bonavía, sui piedistalli furono collocati 236 cocci di ceramica di Alcora; nel tempo questi pezzi sono scomparsi e nel quarto decennio del XX secolo sono stati installati vasi in pietra artificiale. Il cancello di accesso si trova nel lato orientale. È realizzato con inferriate a due ante in stile rococò francese, e ha due garitte su entrambi i lati. Queste, costruite in pietra di Colmenar, hanno una porta e tre finestre ovali, e sul tetto ci sono bambini che portano trofei di guerra, opera di J.B. Martinez Reina.

## Decorazione scultorea

### Sfingi e vasi di Thierry
Si trovano accanto alla facciata del palazzo. Le sfingi non facevano parte del giardino fino al 1920 nonostante risalgano al XVIII secolo. La loro realizzazione potrebbe essere attribuita a Juan Martínez Reina, che realizzò diverse sirene o sfingi nel 1758, o a Olivieri. Simboleggerebbero la protezione eterna della residenza reale. Nel giardino si trovano anche quattro dei ventotto vasi di Thierry portati nel 1804 ad Aranjuez e provenienti dei giardini del Palazzo Reale della Granja de San Ildefonso; in due di essi sono rappresentate le quattro stagioni, mentre negli altri due sono rappresentate maschere bacchiche con una ghirlanda di quercia ed edera.

### Fontana delle Nereidi
Si tratta di due sculture fuse in piombo, che rappresentano le nereidi, realizzate probabilmente da Bousseau e collocate da Humberto Dumandré, che le spostò dalla Granja de San Ildefonso nel 1744. Sono pezzi appartenenti alla decorazione originaria del giardino, centrata sulla rappresentazione dell'acqua nella natura. Sono dipinte ad imitazione del marmo, anche se inizialmente erano dipinte ad imitazione del bronzo.

### Fontana di Cerere
La statua di Cerere venne realizzata da Joaquín Dumandre in piombo dipinto di bianco. Inizialmente, dal 1791, fu installata nel giardino del Principe, finché nel 1889 venne spostata in quello del Parterre. La statua è seduta nella posa di guardare il palazzo, con una torcia nella mano destra e un mazzo di papaveri in quella sinistra; alla sua destra presenta un covone di spighe e dietro un serpente accanto a un altro fascio di grano. Ha il capo cinto da una corona di spighe e un piccolo genio alla sua sinistra ha in mano una cornucopia.
Ad entrambi i lati della statua, come parte del gruppo scultoreo, ci sono due cesti di fiori, decorati con ghirlande e accompagnati da tre bambini per ciascun lato. Uno di loro tiene il cesto mentre gli altri due simboleggiano due stagioni dell'anno. Così, insieme, i due cesti sono un'allegoria delle quattro stagioni. Alla sinistra di Cerere, la fanciulla che abbraccia il covone rappresenta l'estate e il fanciullo con i frutti in mano l'inverno; a destra, il ragazzo con l'uva in mano rappresenta l'autunno e la ragazza con un mazzo di fiori la primavera.

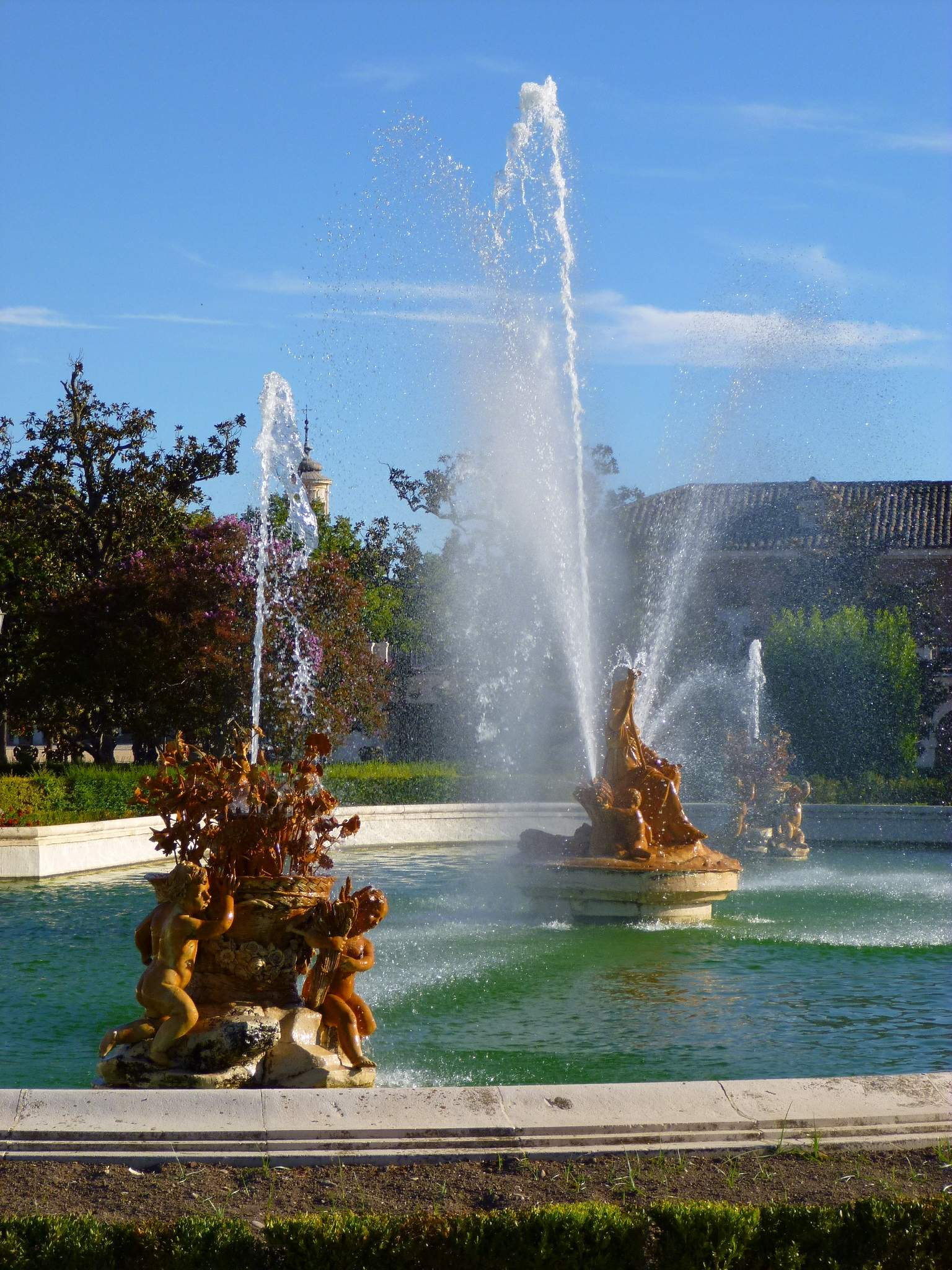
Veduta della fontana di Cerere
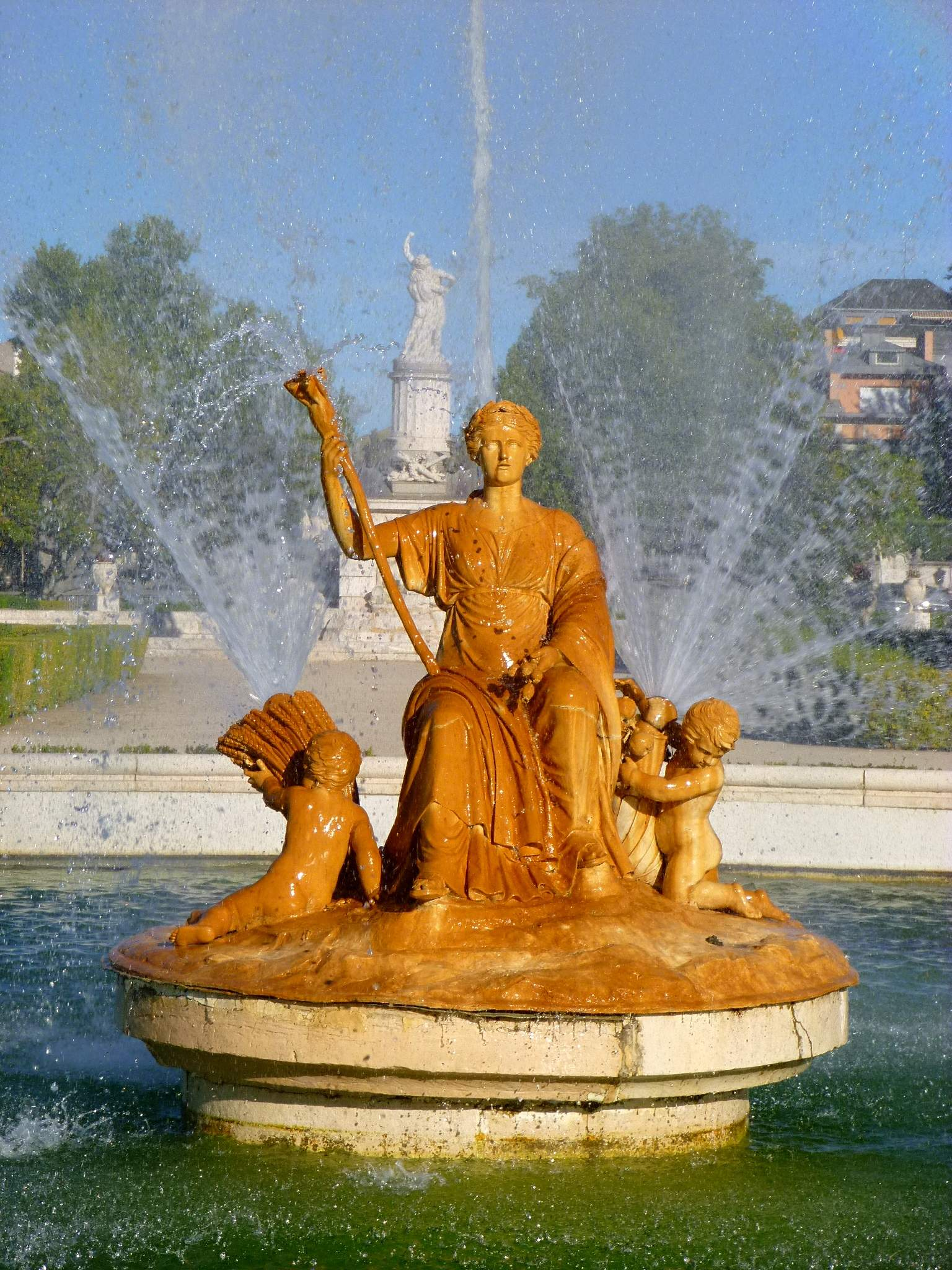
Statua di Cerere
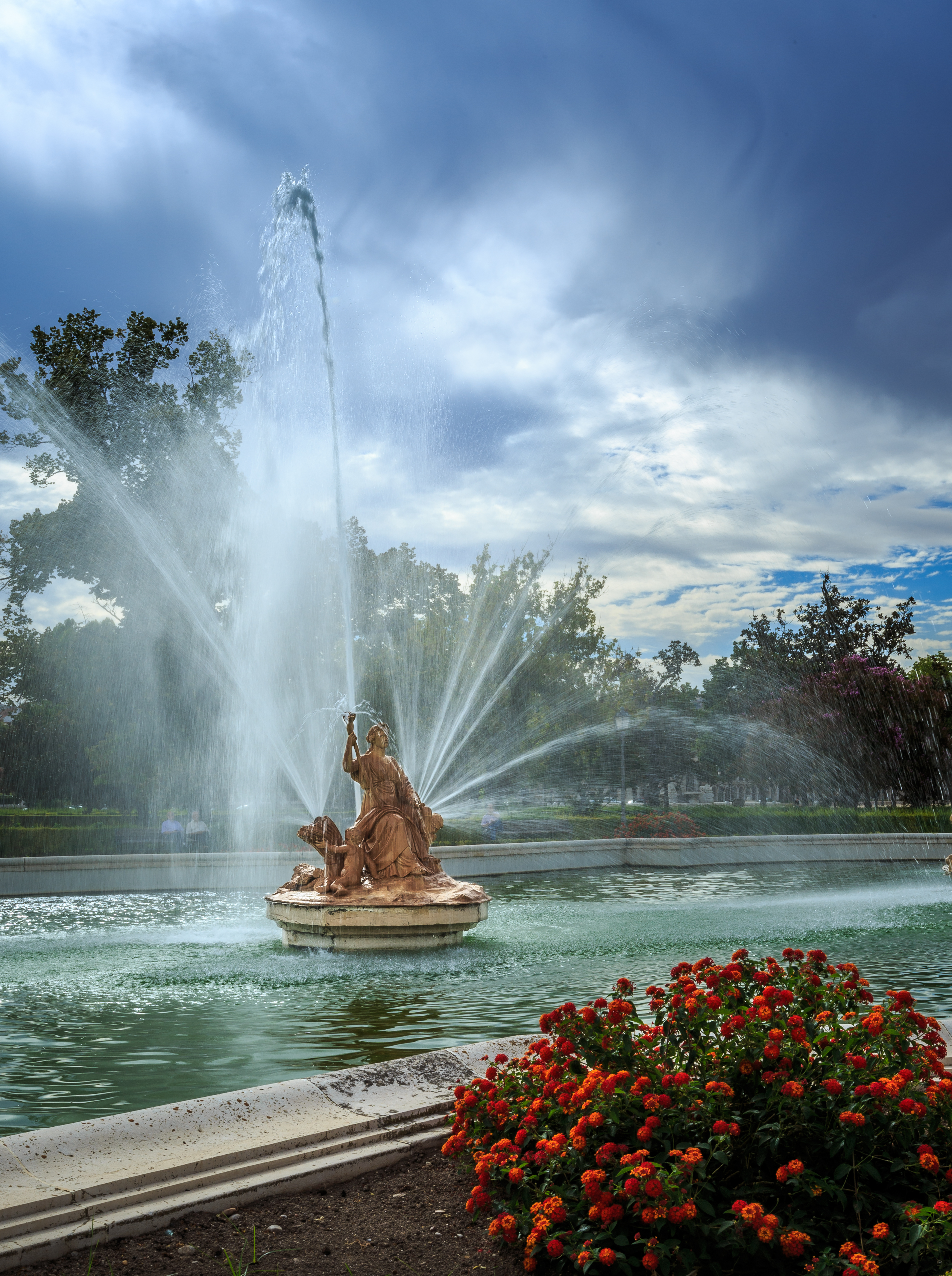
Un'altra veduta della statua di Cerere
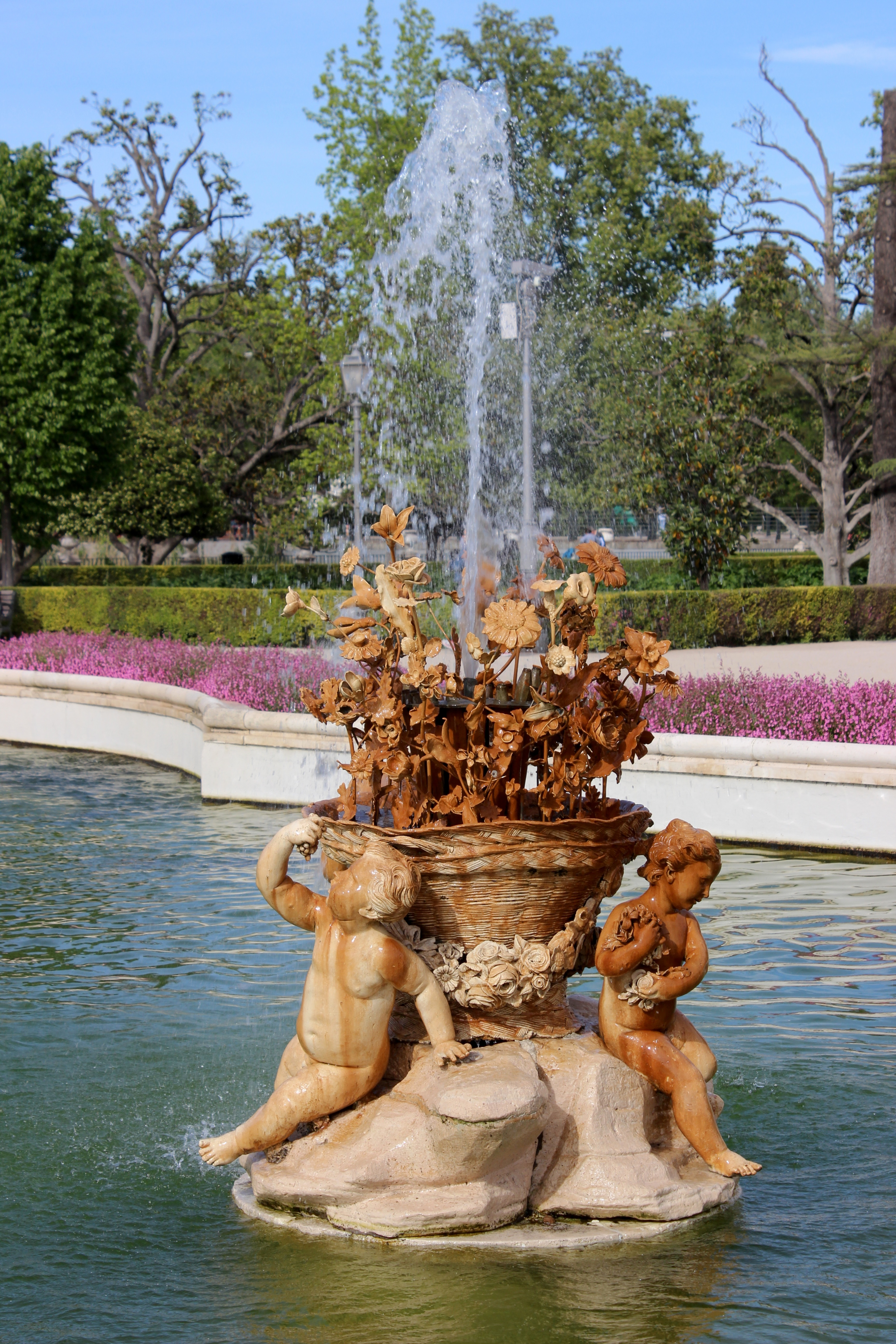
Cestino con l'allegoria della primavera e dell'autunno
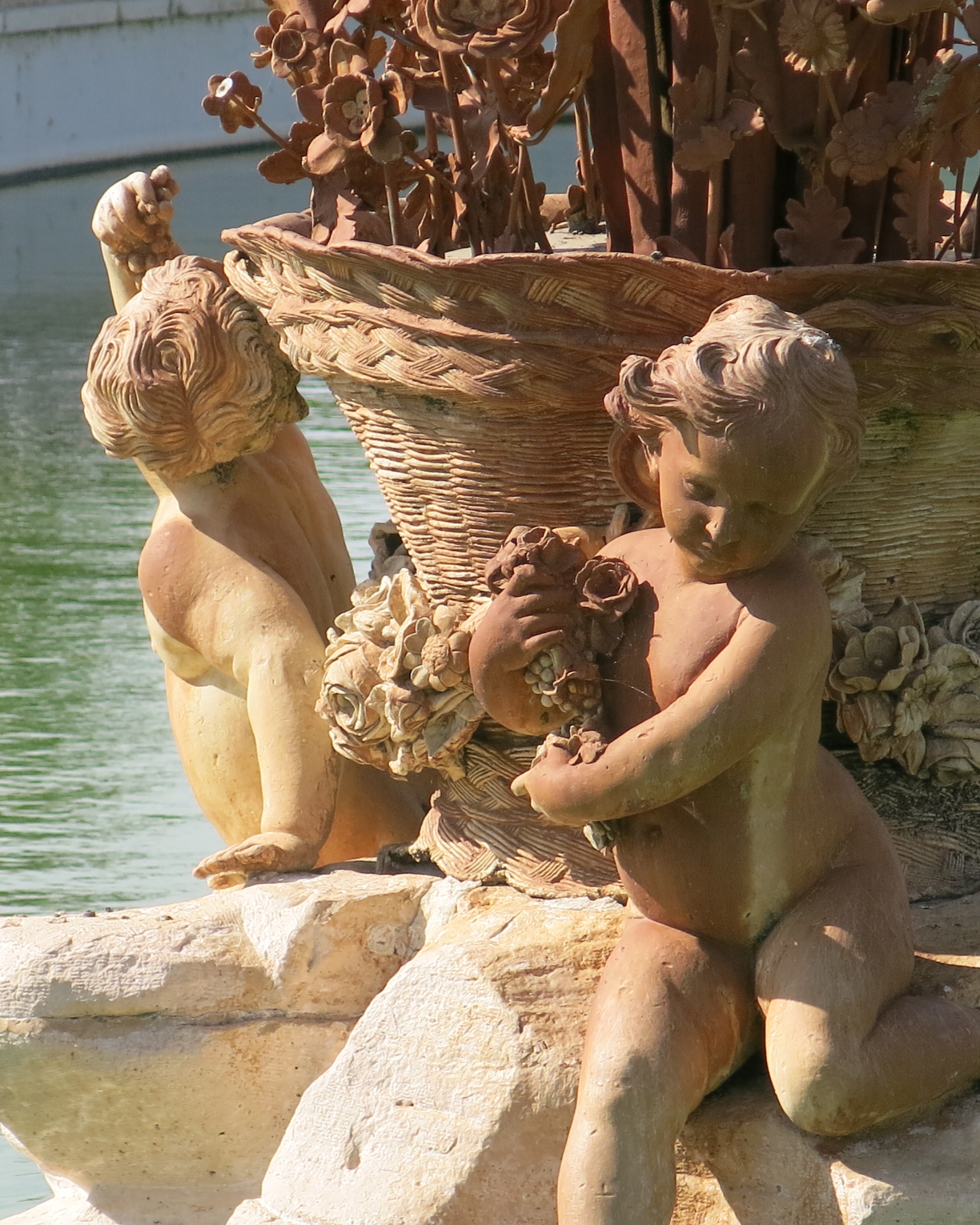
Dettaglio dell'allegoria della primavera

### Fontana di Ercole e Anteo

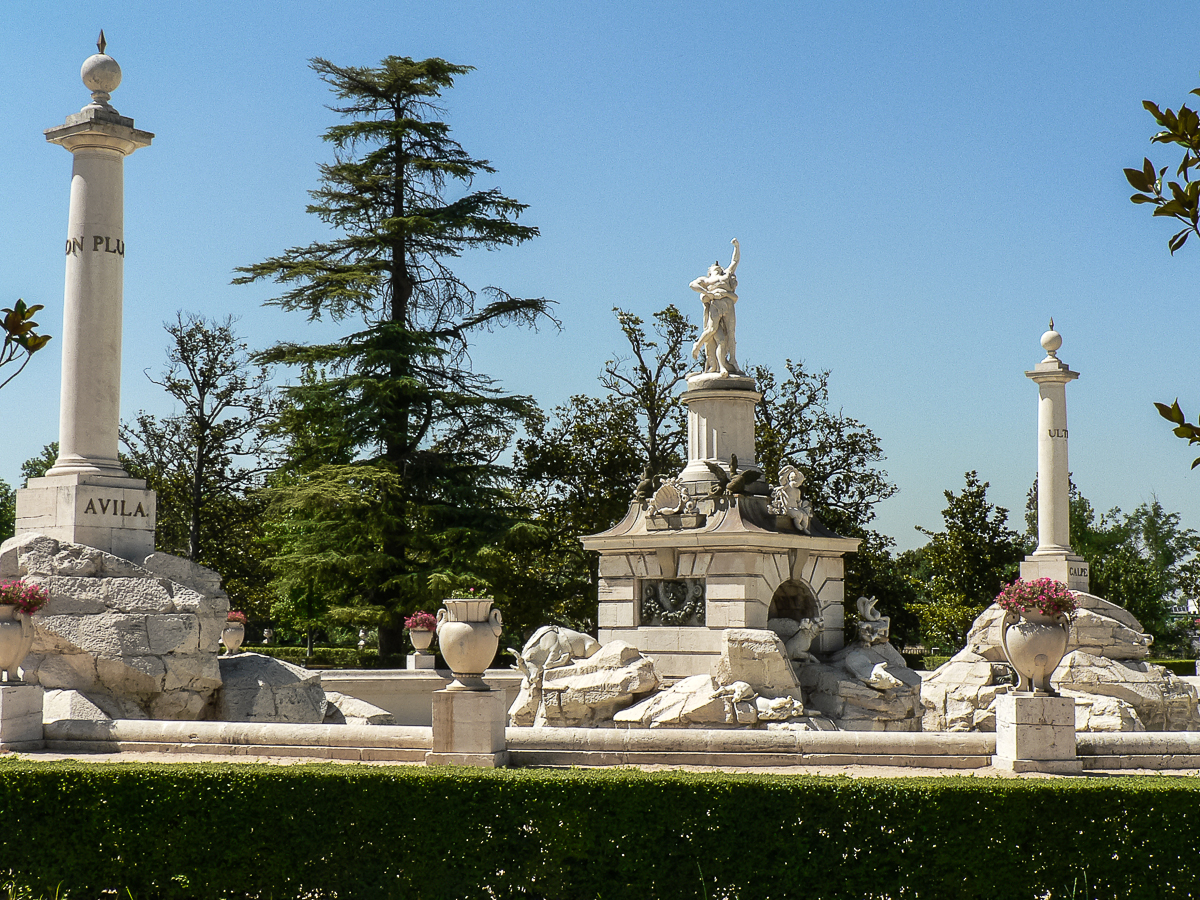
Veduta generale della fontana

Costruita al tempo di Carlo IV, nel 1807 era già terminata, ma venne messa in sito solo nel 1827 al posto in cui si trovava la fontana del Tago. Fu progettata da Isidro González Velázquez e le sculture, in stile neoclassico, furono realizzate da Juan Adán. Consta di tre gruppi scultorei. Quello centrale culmina nella scultura di Ercole e Anteo ed è formato da un tronco di colonna scanalato sostenuto da un tetto a quattro spioventi; ad est figura Ercole bambino attaccato da due serpenti e con gli attributi dell'eroe, come la mazza, l'arco con faretra e la corona d'alloro. Sotto il tetto, quattro facciate simulanti un'abitazione, con mascheroni e ghirlande, e alla base dell'intero complesso un'area rupestre, in cui sono rappresentate alcune delle fatiche di Ercole tramite gli animali o mostri che aveva ucciso: la cerva di Cerinea, il cane Cerbero, il cinghiale di Erimanto, il leone di Nemea e il toro di Creta, oltre alla rappresentazione di altri esseri, come sirene e una chimera. I due gruppi laterali rappresentano le Colonne d'Ercole, Calpe e Ávila, su delle rocce. In ognuna appare l'iscrizione Non plus ultra, e un drago che guarda al centro dello stagno.